# Luisa Cuesta
A María Luisa Cuesta Vila (Soriano, 26 de maio de 1920 - Montevideo, 21 de novembro de 2018) foi uma militante uruguaia dos direitos humanos. Dedicou-se especialmente à busca de detentos desaparecidos durante a ditadura cívil-militar uruguaia. Seu filho Nebio Melo Custa foi um dos desaparecidos desse período.

## Biografia
Nasceu em Soriano, onde trabalhou numa oficina de chapa e pintura até junho de 1973, quando a encarceraram. Ficou presa desde o 28 de junho de 1973 até o 31 de janeiro de 1974 no Batalhão de Infantaria Nº 5 de Mercedes. No mesmo ano, seu filho, Nebio Melo Cuesta, exilou-se na Argentina junto a sua esposa e filha. Quando em 1976, com 32 anos, Nebio foi sequestrado e desapareceu, Luisa Cuesta começou a busca por ele.
Em 1985 integrou-se no grupo "Mães e Familiares de Uruguaios Detidos Desaparecidos".

## Homenagens
Em 30 de agosto de 2013, a Universidade da República entregou-lhe o título de Doutora Honoris Causa por sua contribuição à defesa dos direitos humanos.
Em 7 de março de 2014, por ocasião do Dia Internacional da mulher, o Correio Uruguaio emitiu um selo em homenagem a Luisa Cuesta para preservar sua imagem na memória da sociedade uruguaia.